# Yuji Naka
Yuji Naka (中 裕司, Naka Yūji n. 17 septembrie 1965, Hirakata, Japonia), creditat în unele jocuri ca YU2, este un programator, designer și producător japonez de jocuri video. Este fostul șef al studioului Sega Sonic Team, unde a fost programatorul principal al seriei originale Sonic the Hedgehog de pe Sega Mega Drive. Naka a condus și dezvoltarea unor jocuri, inclusiv Nights into Dreams (1996), Burning Rangers (1998), Sonic Adventure (1998) și trei jocuri din Phantasy Starfranciza (1987-2000). În 2006, Naka a părăsit Sega pentru a fonda Prope, o companie independentă de jocuri. De asemenea, Naka a lucrat sub Square Enix pentru a regiza Balan Wonderworld (2021).